# درو بي. سوندرز
درو بي. سوندرز هو سياسي أمريكي، ولد في 9 يونيو 1938 في ليلسفيل في الولايات المتحدة. نشط حزبياً في الحزب الديمقراطي. وقد انتخب عضو مجلس نواب كارولينا الشمالية ‏.